# Strigilla interrupta
Strigilla interrupta is een tweekleppigensoort uit de familie van de Tellinidae. De wetenschappelijke naam van de soort is voor het eerst geldig gepubliceerd in 1860 door Mörch.